# Kiszeng

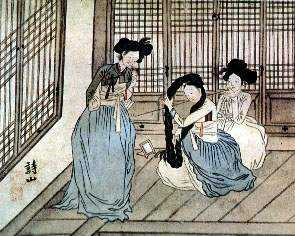
Kiszengek

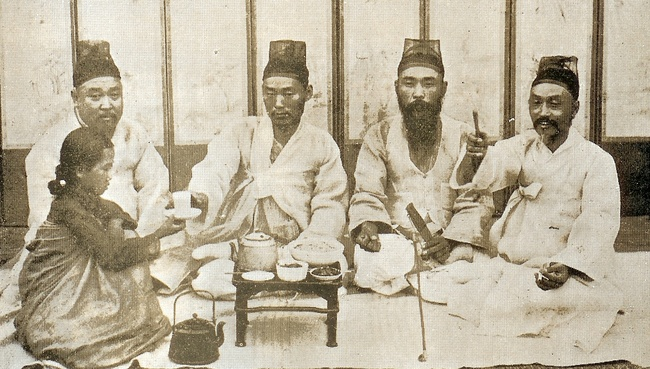
Egy kiszeng férfiakat szolgál ki (1910)

A kiszeng (기생), avagy kinjo (기녀) Korea szórakoztató hölgyeinek megnevezése, akik különféle művészetekben voltak járatosak (tánc, zene, verselés, éneklés), és egyúttal szexuális szolgáltatásokat is nyújtottak a vendégeiknek.
Először a Korjóban tűntek fel, ahol a közigazgatás legális szórakoztatóiként különböző szerepet töltöttek be. Sokakat alkalmaztak az udvarban, de országszerte mindenütt dolgoztak. Hosszú, gondos képzéssel jártasak lettek a szépművészetekben, költészetben, prózában, bár többségében ezt figyelmen kívül hagyták alacsony társadalmi rangjuk miatt. Néhány esetben, mint például katonai bázisokon, egyszerre több téren kellett helytállniuk, így a szórakoztatáson kívül sokszor az ápolási feladatokat és a kézimunkát is ők végezték.
Fontos szerepet töltöttek be Csoszon kultúrájában is. Néhányuk Korea legrégebbi és legnépszerűbb történeteiben, például Cshunhjanggában, főhősi szerepet töltenek be. Bár sokak neve feledésbe merült, mégis vannak, akik fennmaradtak kiemelkedő tehetségük vagy hűségük miatt. Leghíresebb közülük a 16. századból Hvang Dzsini.

## Társadalmi helyzet

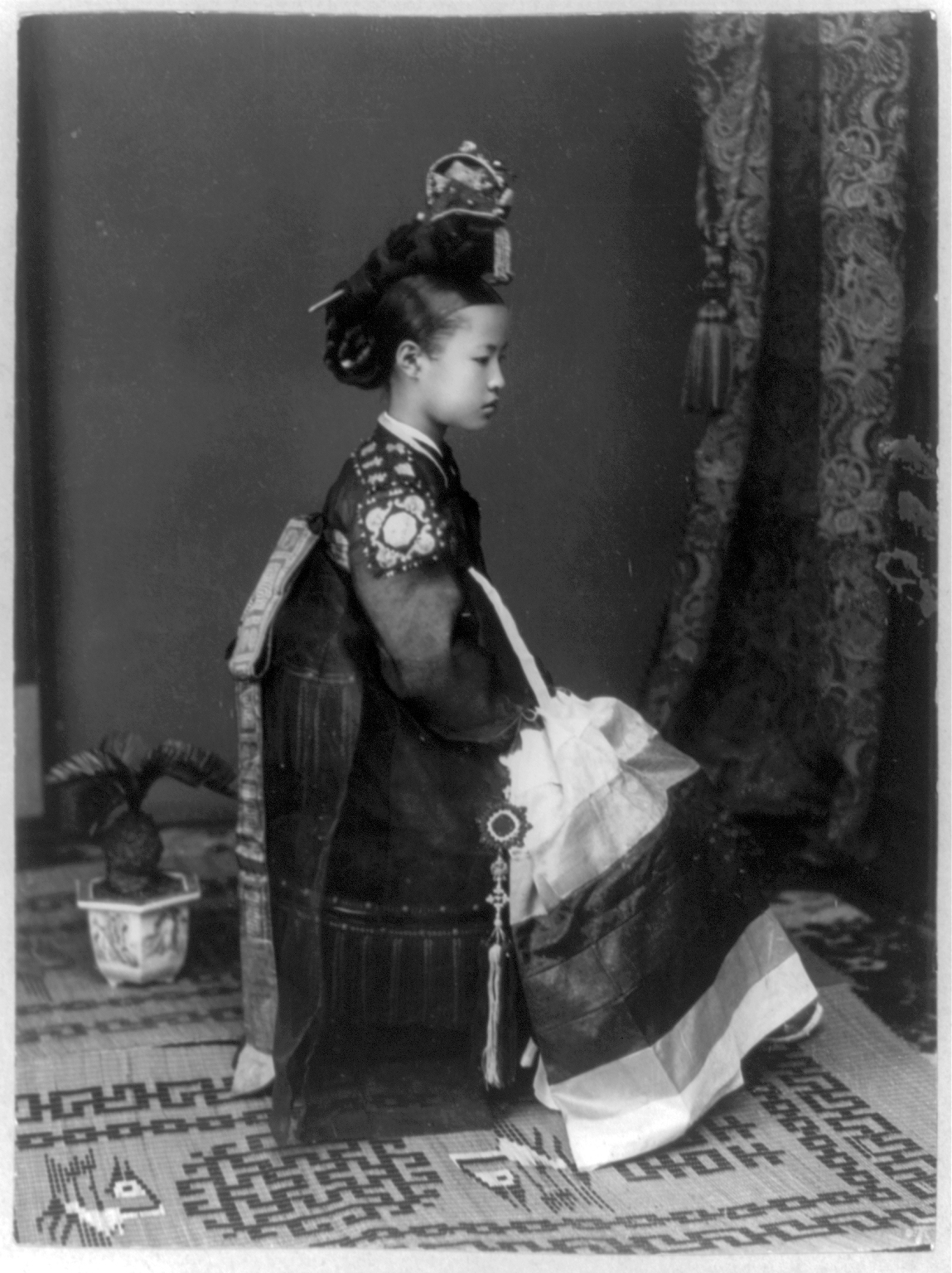
Fiatal kiszeng lány 1910 körül

A Korjo- és Csoszon-korban a kiszengek a cshonmin, azaz a legalacsonyabb társadalmi osztályba tartoztak, megosztva a helyet a mészárosokkal és a szolgákkal. A társadalmi pozíció öröklődött, így a kiszengek gyermekei automatikusan a cshonmin rétegbe születtek, majd később belőlük is kiszeng vált. Kezdetben Korjóban a kormányzati hivatalok minden körzetben számon tartották őket, biztosítva ezzel a folyamatos felügyeletet. Egy súlyos összeg befizetésével azonban kiválthatták magukat. Erre többségében csak patrónusaik segítségével voltak képesek, akik általában magas rangú hivatalnokok voltak.
Sokan voltak tehetségesek a költészetben, számos olyan szidzso maradt fenn, aminek alkotója kiszeng volt. Témájuk középpontjában általában a szívfájdalom és az elválás áll, hasonlóan azokhoz a versekhez, melyeket számkivetett tudósok költöttek. Ezenkívül, a leghíresebb kiszengversek azért készültek, hogy meggyőzzék a magasrangúakat képességeikről. Ezáltal a szidzsó-stílust összekapcsolták a kiszeng hölgyekkel, mialatt a jangban státuszbeliek a kasza versformára koncentráltak.
Helyi kormányzati hivatalnak (kvangi) voltak alárendelve, viszont helyzetük különbözött az átlagos szolgákétól, akikkel szintén ez a hivatal foglalkozott. Külön voltak feljegyezve a népszámlálási tekercseken is és jelentősen magasabb pozíciójúnak tekintették őket, mint a szolgákat.
A kiszengekre gyakran alkalmazott közhely szerint: „bár teste alacsony rangú, az elméje egy arisztokratáé”.

## Karrier

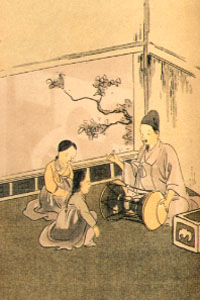
Fiatal kiszeng zenei oktatásban részesül

A legtöbb kiszeng karrierje nagyon rövid volt, általában tetőfokát 16 vagy 17 évesen érték el és 22 éves korukig tartott. Csak néhányuk volt képes hosszú ideig megtartani üzletét ez idő alatt. Ez lehetett az oka annak, hogy a tanító intézmények már 8 éves koruktól elfogadták belépésüket. Az összes kiszenget, még azokat is akik nem dolgoztak prostituáltként vagy szórakoztatóhölgyként, törvény kötelezte, hogy 50 évesen vonuljanak vissza. Legjobb kilátást az jelenthette, ha találtak maguknak patrónust és ágyasaként az hosszútávon támogatta őket. Bár erre sem volt lehetőség addig, amíg nem vásárolták meg az államtól, amit csak néhány férfi tehetett meg a Csoszon-dinasztia idején. Így a legtöbben folytatták munkájukat, vagy helyi kocsmát vezettek.
A kései Csoszon-dinasztiában egy három-lépcsős rendszer alakult ki. A legfelső szinten a hengszuk (행수, 行首) álltak, ők táncoltak és énekeltek a felsőbb osztályok ünnepségein. A hengszu kiszengek nem szórakoztathattak, miután betöltötték a 30. életévüket. Folytathatták a munkát más feladatkörrel, mint például a ruhakészítés és a gyógyászat, egészen 50 éves korukig. Ők csak választott vendégeket fogadtak. A legtöbben az udvarházban a hengszu rétegből valóak voltak, és a különböző körzetekben is ők vállalták az új kiszengek nevelését és képzését.
A legalacsonyabb rétegbeli kiszengek a szamszuk (samsu, 삼수, 三首) voltak. Tilos volt előadniuk a hengszuk énekeit vagy táncait. A lépcsős rendszer a kései 19. században ért véget.
A karrierje folyamán néhány kiszengnek sikerült szert tennie számottevő vagyonra, de ilyen ritkán fordult elő. Kötelesek voltak visszatéríteni neveltetési költségeiket, beleértve ruhát, ételt, szépítőszereket, a saját pénzükből.

## A kiszenggé válás útja

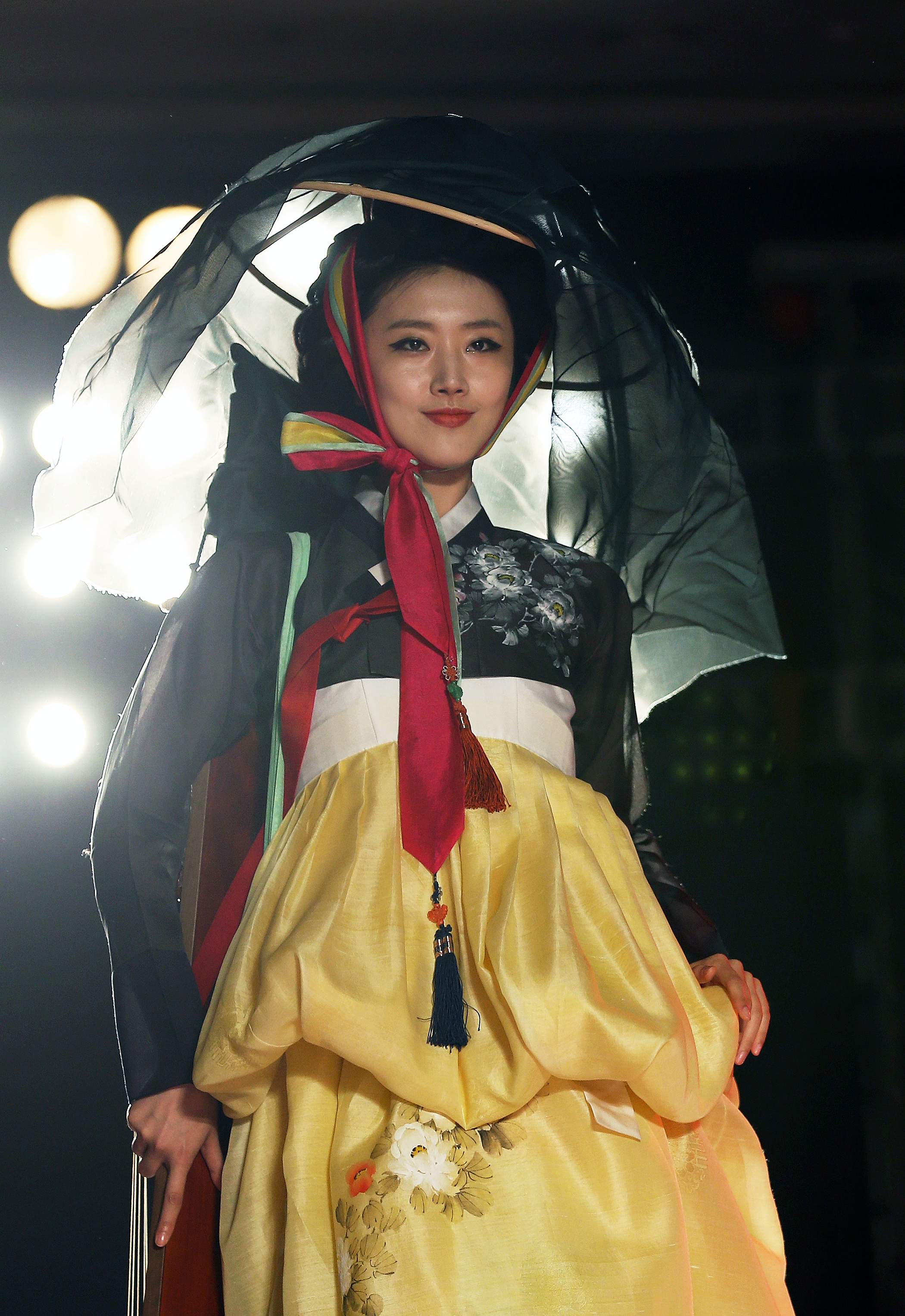
Kiszengöltözet egy modern divatbemutatón

Különböző módon kerülhetett be valaki a kiszengek közé. Voltak, akik kiszeng gyermekként örökölték a státuszt, másokat családjuk adott be a kidzsokba, mert szegények voltak. A legtöbb ilyen család a csonminból származott, de néha magasabb rangú, de szegény családok is beadták gyermeküket. Esetenként még a jangban arisztokráciából is kerültek ki kiszengek, általában azért mert az ország szigorú szexuális moráljaival ellentétesen cselekedtek.
Mivel képzés szükségeltetik egy kiszengnek, a kormány támogatni kezdte a megfelelő oktatást. Ez először a kjobang alapításában bizonyosult meg, ami egy képző intézet volt Korjo idejében. A Csoszon-dinasztia idejében ezt törvénybe is iktatták. Az oktatás zenére és táncra koncentrálódott.
A háromlépcsős rendszerben a kései Csoszonban szakosodtak iskolák, így létrejöttek olyan intézmények, amelyek az első osztályra specializálódtak. A tanulmányok elsajátítása három évig zajlott, magában foglalva a költészetet, táncot, zenét és művészetet. A legfejlettebb ilyen iskola Pjongjangban volt. Eme rendszer folytatódott a japán gyarmatosítás ideje alatt is, de ekkor kvonbonnak nevezték.

## Fordítás
Ez a szócikk részben vagy egészben a Kisaeng című angol Wikipédia-szócikk ezen változatának fordításán alapul.  Az eredeti cikk szerkesztőit annak laptörténete sorolja fel. Ez a jelzés csupán a megfogalmazás eredetét és a szerzői jogokat jelzi, nem szolgál a cikkben szereplő információk forrásmegjelöléseként.